# Javier Tarantino Uriarte
Francisco Javier Tarantino Uriarte (Bermeo, 26 de juny de 1984) és un exfutbolista professional basc, que ocupava la posició de defensa.
Format al planter de l'Athletic Club, a la campanya 04/05 és cedit al CD Numancia, amb qui debuta a primera divisió. A l'any següent apareix en el primer equip de San Mamés, però torna a ser cedit a l'equip sorià.
La temporada 06/07 fitxa pel Numancia, amb qui disputa 22 partits eixa temporada. La temporada campanya següent retorna al País Basc, a les files del Deportivo Alavés, i a l'estiu del 2008 recala a l'Albacete Balompié, també de la categoria d'argent.
Ha estat internacional espanyol en categories inferiors. Amb la sub-23 va participar en els Jocs del Mediterrani de 2005.